# Надгробни споменик Марији Мирковић у Ртарима
Надгробни споменик Марији Мирковић (†1908) у Ртарима један је од доминантних надгробника фамилије Мирковић на гробљу Рајковача у доњодрагачевском селу Ртари, Oпштина Лучани.
Споменик су у знак поштовања мајци подигли синови, а натпис који „говори о вредном и плодном животу једне жене” представља драгоцен епиграфски и социолошки запис о српском селу крајем 19. и почетком 20. века. 
Матије, син Панта и Милице Мирковић и Марија (Мара), ћерка Мијаила Јовашевића из Марковице, венчали су се 31. јануара 1865. године. Кум на венчању био је Јован Томовић из Кулиноваца. Матије и Мара имали су шесторо деце: Комнена, Новку, Обрена, Стојку, Гвоздена и Љубомира.
Матије је преминуо 16. августа 1877. у 36-ој години. Поставши удовица у раним 30-им, Марија је успела да самохрано одгаји шесторо деце, одржи породицу и финансијски је ојача.
Надгробник облика стуба усадника, исклесан је од жућкастог пешчара. Текст епитафа укомпонован је у складно профилисане нише. Започиње на источној страни, а наставља на полеђини и завршава на бочним странама стуба. 
Споменик је с истока украшен тролисним крстом у коме је приказано Распеће и декоративним фризом у дну.  У врху западне стране приказани су нешто једноставнији крст на постољу окружен Христовим иницијалима ИС ХР НИ КА и два чирака са свећама. Текст епитафа исклесан је правилним, читким словима и окружен једноставном цветном бордуром. 
Надгробник је добро очуван, осим што је нагнут и готово у целости прекривен лишајем.
Текст започиње „призивом” типичним за драгачевске епитафе:
Приђи ближе мили српски роде
не жали труда свога
прочитај ми овај спомен ладни
јер свакоме овакав час ће доћи
и судбина кад позову ићи
Душа моја сад у рају бива
а тјело ми мајка земља скрива
сетите се вечне куће наше ту
је правда подељена свима
ту је раван просјак с царевима
МАРИЈА
верна супруга почивш. Матија Мирковића из Ртара
која као часна грађанка са своја 3 одлична сина
после смрти свога мужа из сиромашног стања
купила је за 2.200 дуката имања.
Часно поживи 62
а умрла је 10. јануара 1908. год.
Овај спомен подигоше својој мајци синови
Комнен Гвозден и Љубомир
Мирковићи
Поштована мати Марија
нека ти је лака црна земља
која ти прах костију скрива
Бог да ти душу опрости веч. дому
АМИН